# Liste der Bodendenkmäler in Dietersheim
Auf dieser Seite sind die Bodendenkmäler in der mittelfränkischen Gemeinde Dietersheim zusammengestellt. Diese Tabelle ist eine Teilliste der Liste der Bodendenkmäler in Bayern. Grundlage ist die Bayerische Denkmalliste, die auf Basis des Bayerischen Denkmalschutzgesetzes vom 1. Oktober 1973 erstmals erstellt wurde und seither durch das Bayerische Landesamt für Denkmalpflege geführt wird. Die folgenden Angaben ersetzen nicht die rechtsverbindliche Auskunft der Denkmalschutzbehörde.

## Bodendenkmäler der Gemeinde Dietersheim

### Bodendenkmäler in der Gemarkung Altheim
| Lage               | Objekt | Akten-Nr.     | Bild |
| ------------------ | --- | ------------- | ---- |
| Altheim (Standort) | Siedlung vor- und frühgeschichtlicher Zeitstellung.                                                                                      | D-5-6428-0046 |      |
| Altheim (Standort) | Siedlung vor- und frühgeschichtlicher Zeitstellung.                                                                                      | D-5-6428-0047 |      |
| Altheim (Standort) | Siedlung der Urnenfelder- und Latènezeit sowie der römischen Kaiserzeit.                                                                 | D-5-6428-0179 |      |
| Altheim (Standort) | Reihengräberfeld der Merowingerzeit. | D-5-6429-0002 |      |
| Altheim (Standort) | Mittelalterliche und frühneuzeitliche Befunde im Bereich des Wasserschlosses von Altheim.                                                | D-5-6429-0003 |      |
| Altheim (Standort) | Siedlung vor- und frühgeschichtlicher Zeitstellung.                                                                                      | D-5-6429-0004 |      |
| Altheim (Standort) | Abschnittsbefestigung vor- und frühgeschichtlicher Zeitstellung.                                                                         | D-5-6429-0005 |      |
| Altheim (Standort) | Mittelalterliche und frühneuzeitliche Befunde im Bereich der evangelisch-lutherischen Pfarrkirche St. Maria, Simon und Judas in Altheim. | D-5-6429-0115 |      |

### Bodendenkmäler in der Gemarkung Beerbach
| Lage                | Objekt                                                           | Akten-Nr.     | Bild |
| ------------------- | ---------------------------------------------------------------- | ------------- | ---- |
| Beerbach (Standort) | Grabhügel vorgeschichtlicher Zeitstellung.                       | D-5-6429-0007 |      |
| Beerbach (Standort) | Freilandstation des Mesolithikums und Siedlung des Neolithikums. | D-5-6429-0009 |      |
| Beerbach (Standort) | Freilandstation des Mesolithikums.                               | D-5-6429-0010 |      |

### Bodendenkmäler in der Gemarkung Birkenfeld
| Lage                  | Objekt                                                           | Akten-Nr.     | Bild |
| --------------------- | ---------------------------------------------------------------- | ------------- | ---- |
| Birkenfeld (Standort) | Freilandstation des Mesolithikums und Siedlung des Neolithikums. | D-5-6429-0061 |      |

### Bodendenkmäler in der Gemarkung Dietersheim
| Lage                   | Objekt                                             | Akten-Nr.     | Bild |
| ---------------------- | -------------------------------------------------- | ------------- | ---- |
| Dietersheim (Standort) | Siedlung des Neolithikums und der Urnenfelderzeit. | D-5-6429-0083 |      |
| Dietersheim (Standort) | Siedlung vorgeschichtlicher Zeitstellung.          | D-5-6429-0106 |      |

### Bodendenkmäler in der Gemarkung Dottenheim
| Lage                  | Objekt | Akten-Nr.     | Bild |
| --------------------- | --- | ------------- | ---- |
| Dottenheim (Standort) | Mittelalterliche und frühneuzeitliche Befunde im Bereich der evangelisch-lutherischen Pfarrkirche St. Cyriakus in Dottenheim. | D-5-6429-0096 |      |
| Dottenheim (Standort) | Siedlung der mittleren römischen Kaiserzeit.                                                                                  | D-5-6429-0102 |      |
| Dottenheim (Standort) | Siedlung vorgeschichtlicher Zeitstellung.                                                                                     | D-5-6429-0103 |      |
| Dottenheim (Standort) | Siedlung des frühen Mittelalters.                                                                                             | D-5-6429-0187 |      |

### Bodendenkmäler in der Gemarkung Walddachsbach
| Lage                     | Objekt                                    | Akten-Nr.     | Bild |
| ------------------------ | ----------------------------------------- | ------------- | ---- |
| Walddachsbach (Standort) | Siedlung vorgeschichtlicher Zeitstellung. | D-5-6429-0016 |      |